# Patricia Kaas

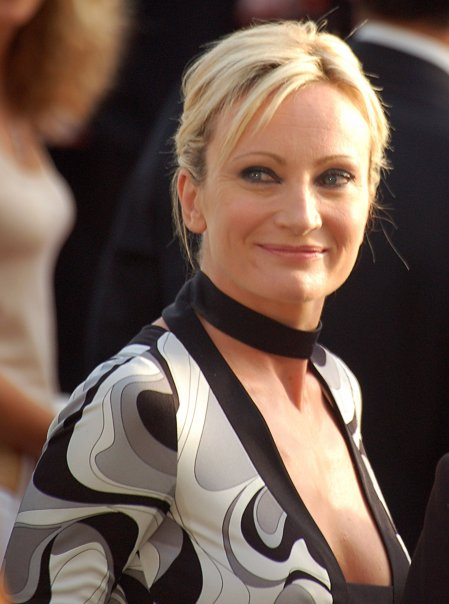
Patricia Kaas auf dem Festival in Cannes (2007)

Patricia Kaas (* 5. Dezember 1966 in Forbach, Département Moselle, Frankreich) ist eine französische Sängerin.
Kaas zählt zu den international erfolgreichsten französischen bzw. französischsprachigen Sängerinnen. Stilistisch gehört ihre Musik nicht zum klassischen Chanson, sondern ist eine Mischung aus Popmusik und Jazz. Seit dem Erscheinen ihres Debütalbums Mademoiselle chante… im Jahr 1988 wurden mehr als 15 Millionen ihrer Tonträger verkauft. Ihren größten Erfolg in Deutschland und der Schweiz hatte sie mit ihrem 1993 erschienenen dritten Album Je te dis vous, das Platz 11 bzw. 2 der Verkaufs-Charts erreichte. Kaas ist häufig und in vielen Teilen der Welt auf Tournee. 2002 gab sie ihr Filmdebüt an der Seite von Jeremy Irons in dem Liebesfilm And Now … Ladies & Gentlemen.

## Kindheit und Jugend
Kaas wurde als jüngstes von sieben Kindern (fünf Jungen und zwei Mädchen) geboren. Ihr Vater, Joseph Kaas (1927–1996), ein Bergmann, war Lothringer, ihre Mutter Irmgard (geb. Thiel, 1930–1989) Saarländerin. Patricia wuchs in Stiring-Wendel auf, einem Ort zwischen Forbach und Saarbrücken auf der französischen Seite der Grenze. Seit 2006 ist sie Ehrenbürgerin des Ortes. Bis zum Alter von sechs Jahren sprach sie ausschließlich Saarländer Platt. Ihre Herkunft ist auch der Grund für ihr mehrfach ausgezeichnetes Engagement für die deutsch-französische Freundschaft.
Ihre Mutter ermutigte sie schon in sehr jungen Jahren dazu, Sängerin zu werden. Im Alter von acht Jahren sang Kaas auf kleineren Veranstaltungen Lieder von Sylvie Vartan, Dalida, Claude François und Mireille Mathieu, aber auch englischsprachige Titel wie New York, New York. Zu dieser Zeit stand sie häufig auf saarländischen Bühnen, auch mit dem Forbacher Spielmannszug Pax Majorettes, dessen Mitglieder sie und eine ihrer Schwestern waren. Sie gewann zudem einen Schlagerwettbewerb. Schon bei ihren ersten Auftritten fiel Kaas durch ihre raue, leicht rauchige, aber kraftvolle Stimme auf.
Ein erster Schritt ins professionelle Musikgeschäft gelang ihr im Alter von 13 Jahren. Mit der Hilfe ihres Bruders Daniel erhielt sie einen Vertrag, um im Saarbrücker Musiklokal Rumpelkammer aufzutreten. Kaas nannte sich damals Pady Pax und stand dort sieben Jahre mit der Band Dob’s Lady Killers auf der Bühne. Mit 16 Jahren machte sie ein Praktikum bei einer Model-Agentur in Metz. Ihr damaliger Manager, der Architekt Bernard Schwartz, führte sie jedoch bald im Musikgeschäft zu ihrem ersten großen Erfolg.

## Die Sängerin Patricia Kaas

### Jalouse

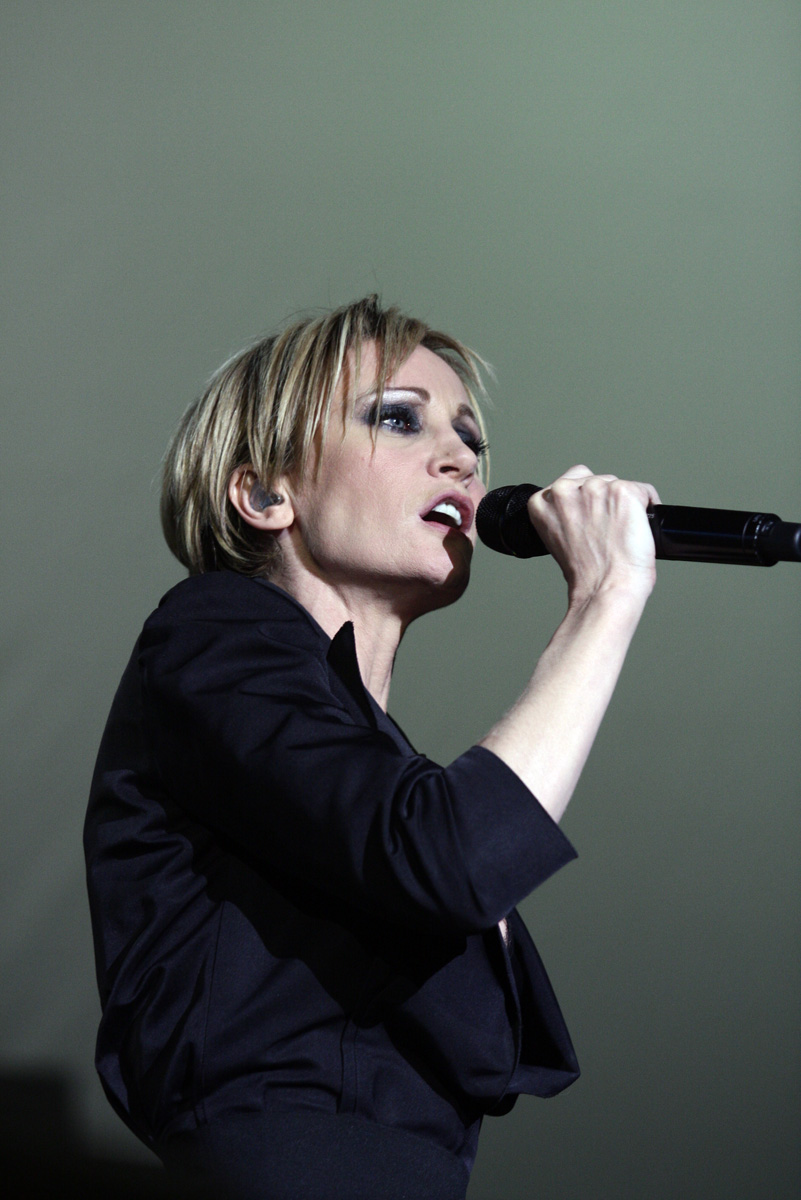
Patricia Kaas (2009)

Im Jahr 1985 wurde Kaas von dem französischen Schauspieler Gérard Depardieu entdeckt. Durch die Bemühungen von Bernard Schwartz wurden der französische Komponist François Bernheim und dann auch Depardieu, der mit Bernheim befreundet war, auf das Nachwuchstalent aufmerksam. Angetan von Kaas’ Stimme produzierte Depardieu ihre erste Single, Jalouse (dt. Eifersüchtig), geschrieben von Depardieus Ehefrau Elisabeth und Bernheim. Veröffentlicht wurde die Single beim Plattenlabel EMI, finanziell war sie ein Flop.

### Mademoiselle chante le blues
Durch Jalouse wurde der französische Komponist Didier Barbelivien auf Kaas aufmerksam. Sein Lied Mademoiselle chante le blues (dt. Das Fräulein singt den Blues) wurde ihr erster Hit. Die Single erschien 1987 bei Polydor und erreichte Platz 14 der französischen Singlecharts. Im folgenden Jahr erschien ihre zweite Single, D’Allemagne (dt. Über Deutschland), geschrieben von Barbelivien und Bernheim. Bemerkenswert ist, dass der Text dieses Chansons eine kleine gesprochene Passage auf Deutsch enthält.
Wenig später wurde auch Mademoiselle chante…, Kaas' erstes Musikalbum, veröffentlicht. Es stieg auf Platz 2 der französischen Charts, wo es sich mehr als zwei Monate hielt; insgesamt war Kaas damit 64 Wochen in den Top 10 und 118 Wochen in den Top 100 notiert. Bereits kurz nach dem Erscheinen erhielt sie dafür eine Goldene Schallplatte (für mehr als 100.000 verkaufte Tonträger) und nach drei Monaten Platin (für mehr als 350.000 verkaufte Tonträger). Insgesamt wurde das Album bis heute weltweit mehr als 2,5 Millionen Mal verkauft. Im selben Jahr gewann Kaas den Victoire de la Musique in der Kategorie „Entdeckung des Jahres“. Außerdem erhielt sie für Mademoiselle chante… Platin in Belgien und der Schweiz sowie Gold in Kanada.
1990 begann Kaas ihre erste Welttournee, die 16 Monate dauerte. In 196 Konzerten in zwölf Ländern sang sie vor ungefähr 750.000 Besuchern. Im Olympia in Paris sang sie eine Woche lang täglich, die Konzerte waren vier Monate im Voraus ausverkauft. Des Weiteren gab Kaas erfolgreiche Konzerte in den USA, in New York und Washington. Am Ende der Tournee hatte sich Mademoiselle chante… in Frankreich mehr als eine Million Mal verkauft und erreichte somit Diamantstatus. Kaas erhielt außerdem die Goldene Europa.

### Scène de vie
1991 wechselte sie von ihrer bisherigen Plattenfirma, Polydor, zu CBS/Sony. Ständige Begleiter an Kaas’ Seite sind seitdem Cyril Prieur und Richard Walter von der Firma Talent Sorcier aus Paris, die als Manager Bernard Schwartz ersetzten. Kaas selbst bezeichnet sie als ihre „Familie“.
Mit neuer Plattenfirma und neuem Management erschien 1991 das Album Scène de vie (dt. Bühne (Szene) des Lebens). Es stand zehn Wochen auf Platz 1 der französischen Charts und erreichte Diamantstatus. Bei dem Rose Kennedy gewidmeten Lied Kennedy Rose arbeitete Kaas wieder mit Elisabeth Depardieu und François Bernheim zusammen.
Die Tournee zu Scène de vie führte Kaas durch 13 Länder (210 Konzerte, 650.000 Zuschauer), darunter Japan, Kanada und die UdSSR (Moskau und Leningrad). Ende 1991 erschien ihr erstes Live-Album Carnet de scène (dt. Erinnerungen). Fortan wurde von nahezu jeder ihrer Tourneen ein Live-Album veröffentlicht. 13 Jahre danach veröffentlichte Sony zum ersten Mal auch eine Live-DVD.
1991 bekam Kaas mit dem World Music Award und einem Bambi zwei weitere Musikpreise. Im folgenden Jahr belegte sie bei der ersten Echo-Verleihung in Köln den dritten Platz in der Kategorie „Beste internationale Sängerin“.

### Je te dis vous
Als endgültiger Durchbruch im internationalen Musikgeschäft gilt das 1993 erschienene Album Je te dis vous (dt. Ich sage Sie zu Dir), das in 47 Ländern über 2,5 Millionen Mal verkauft wurde. Produziert wurde das in London im Eel Pie Studio von Pete Townshend aufgenommene Album von Robin Millar, der auch für Sade und die Fine Young Cannibals tätig war. In den USA und Großbritannien erschien es unter dem Titel Tour de charme (nicht zu verwechseln mit dem gleichnamigen Live-Album). Unter anderem singt Kaas darauf erstmals einen Titel auf Deutsch: Das Lied Ganz und gar stammt aus der Feder von Marius Müller-Westernhagen. Daneben finden sich drei Titel in englischer Sprache, darunter der James-Brown-Titel It’s a Man’s World. Der britische Rockmusiker Chris Rea begleitete Kaas bei den Titeln Out of the Rain und Ceux qui n’ont rien (dt. Jene, die nichts haben) auf der Gitarre.
Je te dis vous ist das bisher erfolgreichste Album von Kaas im deutschsprachigen Raum. In Deutschland stand es zwei Wochen auf Platz 11 als höchste Notierung und hielt sich insgesamt 36 Wochen in den Top 100. In der Schweiz erreichte Kaas mit diesem Album Platz 2 der Charts, in Frankreich Platz 1. Es war Kaas' drittes Album, das in Frankreich Diamantstatus erreichte, elf Monate nach seinem Erscheinen; keiner anderen französischen Sängerin war dies zuvor mit ihren ersten drei Alben gelungen. Bis heute gilt Je te dis vous als eines der besten Alben des modernen Chansons, das Internetportal musicline.de zählt es zu den „Alben mit Schlüsselqualitäten“. Mit der Single Il me dit que je suis belle (dt. Er sagt mir, ich sei schön) von Sam Brewski (alias Jean-Jacques Goldman) gelang Kaas 1993 auch ihr erster Top-10-Single-Hit in Frankreich. Ein Remix von Reste sur moi (dt. Bleib auf mir) schaffte es in die Top 20 der US-Dance-Charts.
Die folgende Welttournee führte sie in 19 Länder. Unter anderem trat sie als erste westliche Sängerin nach dem Vietnamkrieg in Hanoi auf und gastierte des Weiteren in Korea, Japan, Kambodscha und Thailand. Zudem gab sie ein Benefizkonzert in Tschornobyl vor 30.000 Zuschauern. In insgesamt 150 Konzerten sang sie vor 750.000 Zuschauern. 1994 erschien ihr zweites Live-Album, Tour de charme (dt. Eine Tournee mit Charme), die zugehörige Live-DVD erschien 2004.

### Café noir
1995 wurde in New York für den amerikanischen Markt mit ausschließlich englischen Texten das Album Café noir (auch als Black Coffee bezeichnet) produziert. Die Gründe für die nie erfolgte Veröffentlichung sind nicht bekannt. Mit dem Titelsong, Black Coffee, greift Kaas auf einen Jazzstandard zurück, der in Versionen berühmter Vorbilder wie Billie Holiday und Ella Fitzgerald weltbekannt ist; die eigene Neuinterpretation wurde von Kaas auf dem ebenfalls 1997 erschienenen Sampler Jazz à Saint-Germain veröffentlicht. Zudem befinden sich auf dem Album Coverversionen von Klassikern wie dem Bill-Withers-Titel Ain’t No Sunshine und If You Leave Me Now von Chicago.

### Dans ma chair
Im Jahr 1997 erschien außerdem Dans ma chair (dt. In meinem Leib), produziert in New York von Kaas und Phil Ramone, der schon mit Ray Charles, Billy Joel und Paul Simon gearbeitet hatte. Erstmals arbeitete die Sängerin dabei offiziell mit dem französischen Komponisten Jean-Jacques Goldman zusammen. Diese Zusammenarbeit dauert bis heute an und gilt als eine der wichtigsten ihrer Karriere.
Einen Beitrag zum Erfolg des Albums lieferten auch die amerikanischen Komponisten und Sänger Lyle Lovett mit dem Titel Chanson simple (dt. Einfaches Lied) und James Taylor mit Don’t Let Me Be Lonely Tonight, bei dem er selbst als Duettpartner auftrat. Der Titel Quand j’ai peur de tout (dt. Wenn mir alles Angst macht), geschrieben von Diane Warren, wurde 2003 von der Band Sugababes unter dem Titel Too Lost in You herausgebracht.
Von der Tournee zu Dans ma chair erschien 1998 ein Live-Album und Kaas’ erste Live-DVD, Rendez-vous (dt. Verabredung), damals allerdings noch als Videokassette. Zu hören ist unter anderem der Titel L’aigle noir (dt. Der schwarze Adler) der französischen Sängerin und Komponistin Barbara.
Im Dezember 1998 sang Kaas zusammen mit den Tenören Plácido Domingo und Alejandro Fernández im Rathaus von Wien. Begleitet wurden sie von den Wiener Philharmonikern. Das Konzert erschien 1999 als Christmas In Vienna Vol. VI als CD und DVD.

### Le mot de passe
1999 erschien mit Le mot de passe (dt. Das Passwort) ein weiteres Studioalbum (produziert von Pascal Obispo), auf dem Kaas bei vielen Stücken von einem Orchester begleitet wird. Wieder lieferte Jean-Jacques Goldman mit dem Titel Une fille de l’Est (dt. Ein Mädchen aus dem Osten) einen Beitrag, in dem Kaas sich auf ihre Herkunft bezieht. Die französische Sängerin Zazie schrieb den Titel J’attends de nous (dt. Ich erwarte von uns). Les éternelles (dt. Die Zeitlosen) wurde in Deutschland auch im Duett mit dem schweizerischen Tenor Erkan Aki unter dem Titel Unter der Haut veröffentlicht; es diente als Titellied der fünfteiligen ZDF-Serie Sturmzeit.
Im Juni 1999 trat Kaas neben Mariah Carey, Luther Vandross und Status Quo bei den beiden Benefizkonzerten zu Gunsten der UNESCO, des Roten Kreuzes und des Nelson Mandela Children’s Fund in Seoul und München, Michael Jackson & Friends, auf, die in 39 Länder übertragen wurden.
Im September 1999 wurde Kaas bei der Wahl zur Marianne, der symbolischen Verkörperung der Französischen Republik, die auf Briefmarken und in Rathäusern abgebildet ist, Dritte hinter Laetitia Casta und Estelle Hallyday.
Auf der Tournee zu Le mot de passe wurde Kaas bei einigen Konzerten in Deutschland und der Schweiz vom NDR Pops Orchestra des Norddeutschen Rundfunks unter Leitung des Dirigenten Georges Phelivanian begleitet. Mit diesem Ensemble war sie unter anderem Stargast beim Schleswig-Holstein Musik Festival 1999. Das Konzert vom 24. Juli 1999 auf dem Rathausmarkt in Hamburg wurde live auf ARTE übertragen. Auf dem 2000 erschienenen Live-Album Ce sera nous ist das Orchester zwar zu hören, auf der Live-DVD aber nicht zu sehen.
Im Oktober 2000 wurde Kaas mit dem Adenauer-de Gaulle-Preis geehrt.
Im April 2001 gab sie anlässlich der Amtsübergabe von Großherzog Jean von Luxemburg an seinen Sohn Henri ein Konzert vor 50.000 Zuschauern. Dabei wurde sie vom Orchestre Philharmonique du Luxembourg begleitet.

### Piano Bar
2001 begann Kaas ihre Schauspielkarriere mit dem Film And Now … Ladies & Gentlemen des französischen Regisseurs Claude Lelouch, mit dem sie schon an der Filmmusik zu Les Misérables gearbeitet hatte.
Im Jahr 2002 erschien das Konzeptalbum Piano Bar, bei dem es sich nicht um den Soundtrack zu dem Film handelt; der eigentliche Soundtrack ist nie auf Tonträger veröffentlicht worden. Piano Bar ist Kaas’ erstes Album, das überwiegend in englischer Sprache erschien. Es enthält Coverversionen von Where Do I Begin und Jacques Brels Ne me quitte pas (dt. Verlass mich nicht), hier in Englisch If You Go Away. 2002 erhielt Kaas zum zweiten Mal die Goldene Europa.
Die Tournee Piano Bar Live begann im September 2002 in Frankreich und dauerte bis April 2003. In den USA wurden sechs ausverkaufte Konzerte gespielt, u. a. in Los Angeles, Chicago, San Francisco und Detroit sowie zwei am Broadway im Beacon Theatre vor je 6.000 Zuschauern.

### Sexe fort
Im Dezember 2003 erschien das Album Sexe fort (dt. Starkes Geschlecht). Wieder steuerte Jean-Jacques Goldman mit C’est la faute à la vie (dt. Schuld hat das Leben) und On pourrait (dt. Man könnte) einige Lieder bei, die er auch selbst produzierte; ebenso Pascal Obispo, der Produzent von Le mot de passe, mit L’Abbé Caillou (dt. Der Abt Caillou). Den Titel On pourrait sang Kaas im Duett mit Stephan Eicher.
Eine besondere Ehrung, die erst wenigen internationalen Künstlern zuteilwurde, erfuhr Kaas eine Woche nach der Veröffentlichung von Sexe fort am 8. Dezember 2003, indem sie für ihre Verdienste um die deutsch-französische Freundschaft mit dem Bundesverdienstkreuz 1. Klasse ausgezeichnet wurde.

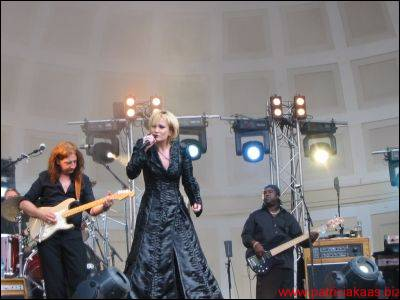
Patricia Kaas während der Sexe fort Tournee 2005 in Wiesbaden

Bis Ende 2005 dauerte ihre siebte Welttournee, die durch 25 Länder, darunter erneut China und Russland, führte, während die Konzerte in den USA ohne Angabe von Gründen abgesagt wurden. Insgesamt gab die Sängerin 175 Konzerte vor mehr als 500.000 Zuschauern.
Bereits Anfang 2005 erschien das zur Tournee gehörende Live-Album Toute la musique… sowie die gleichnamige Live-DVD in Kombination mit einem Best-Of-Album. Das Titellied Toute la musique que j’aime (dt. All die Musik, die ich liebe) stammt aus der Feder von Johnny Hallyday. Auf dem Album befindet sich als Bonus das Lied Herz eines Kämpfers, das Kaas in Zusammenarbeit mit Peter Plate von der Popband Rosenstolz aufgenommen hat. Bei der Fernsehübertragung der deutschen Vorentscheidung zum Eurovision Song Contest im März 2005 in Berlin präsentierte Kaas das Lied erstmals live vor einem Millionenpublikum. Live-Weltpremiere hatte der Song bereits im November 2004 in der Düsseldorfer Philipshalle.
Nach dem Abschluss der Sexe fort-Tournee im November 2005 legte Kaas eine längere Pause ein, abgesehen von wenigen Live-Auftritten. Anfang 2008 veröffentlichte sie zusammen mit der russischen Gruppe Uma2rman  den Titel Не позвонишь (dt. Du rufst nicht an).

### Kabaret

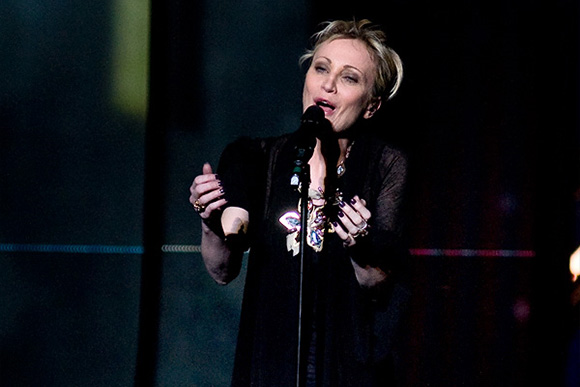
Patricia Kaas (2009)

Im Februar 2009 veröffentlichte Patricia Kaas ihr achtes Studioalbum, Kabaret. Die CD ist eine Hommage an Kabarett und Musik der 1930er Jahre. Gesungen sind die Aufnahmen auf Französisch, Englisch, Deutsch und Russisch.
Am 16. Mai vertrat Kaas Frankreich beim Eurovision Song Contest 2009 in Moskau. Mit dem Lied Et s’il fallait le faire belegte sie den achten Platz.
Kaas nimmt regelmäßig an dem jährlich stattfindenden Wohltätigkeitskonzert der Les Enfoirés teil.

### Kaas chante Piaf
2012 veröffentlichte sie ein Album mit 15 Chansons von Edith Piaf. Darauf wird sie musikalisch vom zweimal für den Golden Globe nominierten Komponisten Abel Korzeniowski sowie dem Royal Philharmonic Orchestra unterstützt.

### Patricia Kaas, Rückzug 2017 und Comeback 2025
Nach ihrem Studioalbum Patricia Kaas aus dem Jahr 2016 absolvierte Kaas 2017 eine Tournee. Anschließend zog sie sich wegen eines Burn-outs aus dem Showgeschäft zurück. Anfang Februar 2025 wurde bekannt, Kaas plane ein langsames Comeback beginnend mit ihrer Teilnahme als Coach in der französischen Ausgabe von The Voice in der Staffel des Jahres 2025.
Ende April 2025 wurde mit 1987-2025 Une vie eine Compilation in Form eines Doppelalbums herausgegeben. Diese enthält auch den bisher unveröffentlichten Titel Les yeux de ma mère.

## Stilistische Besonderheiten und musikalische Würdigung
Der Begriff „Chanson“ im deutschen Sprachgebrauch ist seit den 1980er Jahren und dem Erscheinen neuer innovativer Interpreten weniger scharf definiert als zuvor. Dass Kaas diesem Genre zugeordnet wird, wurde von Kritikern oft marketingtechnischen Erwägungen der Musikindustrie zugeschrieben, da dies dem deutschen Publikum bei einer Französin naheliegend erscheinen mag. Tatsächlich hat Kaas’ Stil seine Wurzeln hauptsächlich im angloamerikanischen Pop und Rock und in deren Vorläufern Jazz und Blues. Diese stilistische Ausrichtung harmoniert auch mit dem als „rauchig“ beschriebenen Charakter ihrer relativ rauen, mit einer subtilen Brüchigkeit ausgestatteten Alt- bis Mezzosopran-Stimme.
Darüber hinaus demonstriert Kaas eine ausgeprägte Sicherheit in Bezug auf Rhythmik und Phrasierung, die bei europäischen Sängern außerhalb des englischen Sprachraums oft vermisst wird. Der Vergleich ihrer französisch- und deutschsprachigen Texte mit denen in englischer Sprache demonstriert, wie sich Kaas über die diesen Sprachen teilweise inhärenten Grooveprobleme hinwegsetzt. Hierzu lassen sich zum Beispiel das im Vergleich zum Englischen gleichförmige Betonungsmuster des Französischen und die „harten“ Konsonantencluster und -auslaute des Deutschen anführen, die Sängern im Zusammenhang mit offbeatbetonter Rhythmik häufig Probleme bereiten.
Kaas konnte in diesem Zusammenhang auf eine recht lange Tradition des französischen Musikbetriebs bauen, die den angloamerikanischen Einflüssen zwar offen gegenübersteht, aber muttersprachliche Künstler mindestens in gleicher Weise fördert und zu akzeptieren bereit ist. Nichtsdestoweniger wirkte ihr prononciertes rhythmisches Interesse von Beginn ihrer Karriere an stilbildend und eröffnete ihr – neben ihrer Mehrsprachigkeit – den Zugang zu einem breiten wie auch internationalen Publikum.

## Diskografie

### Studioalben
| Jahr | Titel                | Höchstplatzierung, Gesamtwochen, AuszeichnungChartplatzierungen (Jahr, Titel, Platzierungen, Wochen, Auszeichnungen, Anmerkungen) | Höchstplatzierung, Gesamtwochen, AuszeichnungChartplatzierungen (Jahr, Titel, Platzierungen, Wochen, Auszeichnungen, Anmerkungen) | Höchstplatzierung, Gesamtwochen, AuszeichnungChartplatzierungen (Jahr, Titel, Platzierungen, Wochen, Auszeichnungen, Anmerkungen) | Höchstplatzierung, Gesamtwochen, AuszeichnungChartplatzierungen (Jahr, Titel, Platzierungen, Wochen, Auszeichnungen, Anmerkungen) | Höchstplatzierung, Gesamtwochen, AuszeichnungChartplatzierungen (Jahr, Titel, Platzierungen, Wochen, Auszeichnungen, Anmerkungen) | Anmerkungen |
| Jahr | Titel                | DE | AT | CH | FR | BEW | Anmerkungen |
| ---- | -------------------- | --- | --- | --- | --- | --- | --- |
| 1988 | Mademoiselle chante… | — | — | CH— ×2DoppelplatinCH | FR2 Diamant · (118 Wo.)FR | — | Erstveröffentlichung: November 1988                                                                              |
| 1990 | Scène de vie         | DE18 Gold · (44 Wo.)DE | — | CH15 ×2Doppelplatin · (22 Wo.)CH                                                                                                  | FR1 Diamant · (74 Wo.)FR | BEW— PlatinBEW | Erstveröffentlichung: 9. April 1990                                                                              |
| 1993 | Je te dis vous       | DE11 Gold · (35 Wo.)DE | — | CH2 ×2Doppelplatin · (25 Wo.)CH                                                                                                   | FR1 Diamant · (68 Wo.)FR | — | Erstveröffentlichung: 6. April 1993                                                                              |
| 1997 | Dans ma chair        | DE16 (17 Wo.)DE | AT45 (3 Wo.)AT | CH5 Platin · (20 Wo.)CH | FR2 ×2Doppelplatin · (57 Wo.)FR                                                                                                   | BEW1 Platin · (61 Wo.)BEW | Erstveröffentlichung: 17. März 1997                                                                              |
| 1999 | Le mot de passe      | DE27 (18 Wo.)DE | — | CH14 Gold · (15 Wo.)CH | FR2 Platin · (36 Wo.)FR | BEW2 Gold · (26 Wo.)BEW | Erstveröffentlichung: 14. Mai 1999                                                                               |
| 2002 | Piano Bar            | DE12 (15 Wo.)DE | AT38 (3 Wo.)AT | CH6 Gold · (24 Wo.)CH | FR10 Gold · (30 Wo.)FR | BEW6 (21 Wo.)BEW | Erstveröffentlichung: 23. April 2002                                                                             |
| 2003 | Sexe fort            | DE55 (7 Wo.)DE | — | CH6 Gold · (14 Wo.)CH | FR9 ×2Doppelgold · (39 Wo.)FR | BEW3 (26 Wo.)BEW | Erstveröffentlichung: 1. Dezember 2003                                                                           |
| 2008 | Kabaret              | DE32 (8 Wo.)DE | — | CH3 (12 Wo.)CH | — | BEW4 (20 Wo.)BEW | Erstveröffentlichung: 15. Dezember 2008 in Frankreich als En studio et sur scène – Kabaret (Live-DVD) erschienen |
| 2012 | Kaas chante Piaf     | DE28 (7 Wo.)DE | AT67 (2 Wo.)AT | CH8 (10 Wo.)CH | FR6 Gold · (23 Wo.)FR | BEW11 (31 Wo.)BEW | Erstveröffentlichung: 5. November 2012                                                                           |
| 2016 | Patricia Kaas        | DE34 (6 Wo.)DE | — | CH10 (11 Wo.)CH | FR12 Gold · (17 Wo.)FR | BEW8 (31 Wo.)BEW | Erstveröffentlichung: 5. Dezember 2016                                                                           |

grau schraffiert: keine Chartdaten aus diesem Jahr verfügbar

### Livealben
| Jahr | Titel                                                                  | Höchstplatzierung, Gesamtwochen, AuszeichnungChartplatzierungen (Jahr, Titel, Platzierungen, Wochen, Auszeichnungen, Anmerkungen) | Höchstplatzierung, Gesamtwochen, AuszeichnungChartplatzierungen (Jahr, Titel, Platzierungen, Wochen, Auszeichnungen, Anmerkungen) | Höchstplatzierung, Gesamtwochen, AuszeichnungChartplatzierungen (Jahr, Titel, Platzierungen, Wochen, Auszeichnungen, Anmerkungen) | Höchstplatzierung, Gesamtwochen, AuszeichnungChartplatzierungen (Jahr, Titel, Platzierungen, Wochen, Auszeichnungen, Anmerkungen) | Anmerkungen |
| Jahr | Titel                                                                  | DE | CH | FR | BEW | Anmerkungen |
| ---- | ---------------------------------------------------------------------- | --- | --- | --- | --- | --- |
| 1991 | Carnets de scène auch bekannt als: Les indispensables de Patricia Kaas | DE53 (9 Wo.)DE | CH40 (2 Wo.)CH | FR8 ×2Doppelgold · (16 Wo.)FR | — | Erstveröffentlichung: November 1991 Aufgenommen an zwei Tagen zwischen dem 12. und dem 19. Mai 1990 im Zénith de Paris während der Tournee zu Scène de vie                                                                                               |
| 1995 | Tour de charme                                                         | DE65 (8 Wo.)DE | CH42 (4 Wo.)CH | FR14 Platin · (6 Wo.)FR | — | Aufgenommen am 8. April 1994 im Zénith de Caen während der Tournee zu Je te dis vous; auch als DVD erschienen (siehe dort) |
| 1998 | Rendez-vous                                                            | — | CH29 (4 Wo.)CH | FR6 ×2Doppelgold · (11 Wo.)FR | BEW5 (14 Wo.)BEW | Erstveröffentlichung: November 1998 Aufgenommen am 3. und 4. Juni 1998 im Olympia (Paris, Frankreich) während der Tournee zu Dans ma chair |
| 2000 | Live auch bekannt als: Ce sera nous                                    | — | CH18 (10 Wo.)CH | FR5 ×2Doppelgold · (13 Wo.)FR | BEW11 (11 Wo.)BEW | Erstveröffentlichung: 15. August 2000 Aufgenommen bei Konzerten im Dôme (Marseille, Frankreich), im Opéra (Avignon, Frankreich), im Ludwigsburger Schloss (Ludwigsburg) und an einem nicht genannten Ort in Paris während der Tournee zu Le mot de passe |
| 2005 | Toute la musique…                                                      | DE34 (4 Wo.)DE | CH40 (5 Wo.)CH | FR10 (15 Wo.)FR | BEW15 (20 Wo.)BEW | Erstveröffentlichung: Februar 2005 Aufgenommen am 18. und 19. November 2004 im Cirque Royal (Brüssel, Belgien) während der Tournee zu Sexe fort |
| 2009 | Kabaret – Au casino de Paris                                           | — | — | — | — | Erstveröffentlichung: 18. Mai 2009 Doppel-CD zur in Frankreich erschienenen Studio- und Live-CD, aufgenommen am 30. und 31. Januar 2009 im Casino de Paris (Paris) während der Tournee zu Kabaret                                                        |
| 2014 | Kaas chante Piaf à l’Olympia                                           | — | — | FR63 (3 Wo.)FR | BEW83 (5 Wo.)BEW | Erstveröffentlichung: 28. März 2014 |

grau schraffiert: keine Chartdaten aus diesem Jahr verfügbar

### Kompilationen
| Jahr | Titel                                                | Höchstplatzierung, Gesamtwochen, AuszeichnungChartplatzierungen (Jahr, Titel, Platzierungen, Wochen, Auszeichnungen, Anmerkungen) | Höchstplatzierung, Gesamtwochen, AuszeichnungChartplatzierungen (Jahr, Titel, Platzierungen, Wochen, Auszeichnungen, Anmerkungen) | Höchstplatzierung, Gesamtwochen, AuszeichnungChartplatzierungen (Jahr, Titel, Platzierungen, Wochen, Auszeichnungen, Anmerkungen) | Höchstplatzierung, Gesamtwochen, AuszeichnungChartplatzierungen (Jahr, Titel, Platzierungen, Wochen, Auszeichnungen, Anmerkungen) | Höchstplatzierung, Gesamtwochen, AuszeichnungChartplatzierungen (Jahr, Titel, Platzierungen, Wochen, Auszeichnungen, Anmerkungen) | Anmerkungen |
| Jahr | Titel                                                | DE | AT | CH | FR | BEW | Anmerkungen |
| ---- | ---------------------------------------------------- | --- | --- | --- | --- | --- | --- |
| 1995 | Les Misérables                                       | — | — | — | — | — | Soundtrack zum gleichnamigen Film von Claude Lelouch |
| 1999 | Christmas in Vienna Vol. VI                          | DE49 (4 Wo.)DE | — | CH97 (1 Wo.)CH | — | — | auch als Video-Kassette und DVD erschienen, aufgenommen am 20. Dezember 1998 im Rathaus der Stadt Wien mit Plácido Domingo und Alejandro Fernández in Begleitung der Wiener Philharmoniker |
| 1999 | Christmas in Vienna – Best Of                        | DE60 (3 Wo.)DE | AT37 (4 Wo.)AT | — | — | — | Erstveröffentlichung: September 1999 |
| 2000 | Long Box                                             | — | — | — | — | — | enthält die Alben Scène de vie, Je te dis vous, Dans ma chair und Le mot de passe in einer Box mit Booklet                                                                                 |
| 2001 | Rien ne s’arrête auch bekannt als: Best of 1987–2001 | DE39 (7 Wo.)DE | — | CH14 Gold · (14 Wo.)CH | FR2 Platin · (26 Wo.)FR | BEW3 Gold · (18 Wo.)BEW | Erstveröffentlichung: 22. Oktober 2001 |
| 2009 | 19 Par Patricia Kaas                                 | — | — | — | — | BEW42 (21 Wo.)BEW | Erstveröffentlichung: 16. November 2009 |
| 2010 | Rilke Projekt – Weltenweiter Wandrer                 | — | — | — | — | — | enthält die Aufnahmen Vergers/Obstgärten und Gaben |
| 2025 | 1987 - 2025 Une vie                                  | — | — | — | FR66 (… Wo.)FR | BEW54 (… Wo.)BEW | Erstveröffentlichung: 25. April 2025 |

### Singles
| Jahr | Titel                                                | Höchstplatzierung, Gesamtwochen, AuszeichnungChartplatzierungen (Jahr, Titel, Platzierungen, Wochen, Auszeichnungen, Anmerkungen) | Höchstplatzierung, Gesamtwochen, AuszeichnungChartplatzierungen (Jahr, Titel, Platzierungen, Wochen, Auszeichnungen, Anmerkungen) | Höchstplatzierung, Gesamtwochen, AuszeichnungChartplatzierungen (Jahr, Titel, Platzierungen, Wochen, Auszeichnungen, Anmerkungen) | Höchstplatzierung, Gesamtwochen, AuszeichnungChartplatzierungen (Jahr, Titel, Platzierungen, Wochen, Auszeichnungen, Anmerkungen) | Anmerkungen                                          |
| Jahr | Titel                                                | DE | CH | FR | BEW | Anmerkungen                                          |
| ---- | ---------------------------------------------------- | --- | --- | --- | --- | ---------------------------------------------------- |
| 1987 | Mademoiselle chante le blues Mademoiselle chante…    | — | — | FR7 Silber · (18 Wo.)FR | — |                                                      |
| 1988 | D’Allemagne Mademoiselle chante…                     | — | — | FR11 (18 Wo.)FR | — |                                                      |
| 1988 | Mon mec à moi Mademoiselle chante…                   | — | — | FR5 Silber · (18 Wo.)FR | — |                                                      |
| 1989 | Elle voulait jouer cabaret Mademoiselle chante…      | — | — | FR17 (13 Wo.)FR | — |                                                      |
| 1989 | Quand Jimmy dit Mademoiselle chante…                 | — | — | FR10 Silber · (17 Wo.)FR | — | Erstveröffentlichung: September 1989                 |
| 1990 | Les hommes qui passent Scène de vie                  | — | — | FR7 (16 Wo.)FR | — |                                                      |
| 1990 | Les mannequins d’osier Scène de vie                  | — | — | FR21 (14 Wo.)FR | — |                                                      |
| 1991 | Kennedy Rose Scène de vie                            | — | — | FR36 (7 Wo.)FR | — |                                                      |
| 1991 | Regarde les riches Scène de vie                      | — | — | FR27 (10 Wo.)FR | — |                                                      |
| 1993 | Ceux qui n’ont rien Je te dis vous                   | DE83 (4 Wo.)DE | — | — | — |                                                      |
| 1993 | Ganz und gar Je te dis vous                          | DE67 (7 Wo.)DE | — | — | — |                                                      |
| 1993 | Il me dit que je suis belle Je te dis vous           | DE80 (3 Wo.)DE | — | FR5 Silber · (32 Wo.)FR | — |                                                      |
| 1993 | Entrer dans la lumière Je te dis vous                | — | — | FR15 (13 Wo.)FR | — |                                                      |
| 1997 | Quand j’ai peur de tout Dans ma chair                | — | CH41 (7 Wo.)CH | FR11 Gold · (21 Wo.)FR | BEW12 (21 Wo.)BEW | Erstveröffentlichung: 31. Januar 1997                |
| 1997 | Je voudrais la connaître Dans ma chair               | — | — | FR20 (20 Wo.)FR | BEW9 (24 Wo.)BEW |                                                      |
| 1998 | L’aigle noir (Live) Rendez-vous                      | — | — | — | BEW28 (5 Wo.)BEW |                                                      |
| 1999 | Ma liberté contre la tienne Le mot de passe          | — | — | FR34 (17 Wo.)FR | BEW26 (8 Wo.)BEW | Erstveröffentlichung: 23. April 1999                 |
| 1999 | Unter der Haut Zeit der großen Gefühle               | DE61 (5 Wo.)DE | — | — | — | Erstveröffentlichung: 6. Dezember 1999 mit Erkan Aki |
| 1999 | Une femme comme une autre Le mot de passe            | — | — | FR78 (7 Wo.)FR | — |                                                      |
| 2000 | Mon chercheur d’or Le mot de passe                   | — | — | FR74 (10 Wo.)FR | — | Erstveröffentlichung: 3. Juli 2000                   |
| 2000 | Les chansons commencent Le mot de passe              | — | — | FR70 (9 Wo.)FR | — |                                                      |
| 2002 | If You Go Away Piano Bar                             | — | — | FR83 (2 Wo.)FR | — |                                                      |
| 2005 | Toute la musique que j’aime (Live) Toute la musique… | — | — | FR59 (6 Wo.)FR | — |                                                      |
| 2009 | Et s’il fallait le faire Kabaret                     | — | — | FR41 (15 Wo.)FR | — | Erstveröffentlichung: 27. April 2009                 |
| 2016 | Le jour et l’heure Patricia Kaas                     | — | — | FR69 (2 Wo.)FR | — | Erstveröffentlichung: 20. Juni 2016                  |

grau schraffiert: keine Chartdaten aus diesem Jahr verfügbar

### Videoalben
| Jahr | Titel             | Höchstplatzierung, Gesamtwochen, AuszeichnungChartsChartplatzierungen (Jahr, Titel, Platzierungen, Wochen, Auszeichnungen, Anmerkungen) | Anmerkungen |
| Jahr | Titel             | FR | Anmerkungen |
| ---- | ----------------- | --- | --- |
| 1998 | Rendez-vous       | FR— GoldFR | Aufgenommen am 3. und 4. Juni 1998 im Olympia (Paris) während der Tournee zu Dans ma chair                                |
| 2000 | Ce sera nous      | FR— PlatinFR | Aufgenommen am 15. März 2000 im Dôme (Marseille) während der Tournee zu Le mot de passe                                   |
| 2004 | Carnet de scène   | — | nur in Frankreich erschienen, aufgenommen vom 12. bis 19. Mai 1990 im Zénith de Paris während der Tournee zu Scène de vie |
| 2004 | Tour de charme    | FR9 Gold · (9 Wo.)FR | nur in Frankreich erschienen, aufgenommen am 8. April 1994 im Zénith de Caen während der Tournee zu Je te dis vous        |
| 2005 | Toute la musique… | — | Aufgenommen: 18. und 19. November 2004 im Cirque Royal (Brüssel) während der Tournee zu Sexe fort                         |
| 2009 | Kabaret           | FR15 (15 Wo.)FR | nur in Frankreich erschienen, aufgenommen am 30. und 31. Januar 2009 im Casino de Paris während der Tournee zu Kabaret    |

## Auszeichnungen für Musikverkäufe
| Goldene Schallplatte - Finnland - 1998: für das Album Dans ma chair - Kanada - 1990: für das Album Mademoiselle chante - 1994: für das Album Je Te Dis Vous Platin-Schallplatte - Europa - 1998: für das Album Dans ma chair - Finnland - 1998: für das Album Je te dis vous - Kanada - 1993: für das Album Scène de vie | 2× Platin-Schallplatte - Europa - 1995: für das Album Tour de Charme |

Anmerkung: Auszeichnungen in Ländern aus den Charttabellen bzw. Chartboxen sind in ebendiesen zu finden.
| Land/RegionAuszeichnungen für Musikverkäufe (Land/Region, Auszeichnungen, Verkäufe, Quellen) | Silber     | Gold       | Platin       | Diamant     | Verkäufe    | Quellen                                                   |
| -------------------------------------------------------------------------------------------- | ---------- | ---------- | ------------ | ----------- | ----------- | --------------------------------------------------------- |
| Belgien (BRMA)                                                                               | —          | 2× Gold2   | 2× Platin2   | —           | 150.000     | ultratop.be                                               |
| Deutschland (BVMI)                                                                           | —          | 2× Gold2   | —            | —           | 500.000     | musikindustrie.de                                         |
| Europa (IFPI)                                                                                | —          | —          | 3× Platin3   | —           | (3.000.000) | ifpi.org (Memento vom 1. Januar 2014 im Internet Archive) |
| Finnland (IFPI)                                                                              | —          | Gold1      | Platin1      | —           | 67.669      | ifpi.fi                                                   |
| Frankreich (SNEP)                                                                            | 4× Silber4 | 14× Gold14 | 6× Platin6   | 3× Diamant3 | 6.740.000   | infodisc.fr snepmusique.com                               |
| Kanada (MC)                                                                                  | —          | 2× Gold2   | Platin1      | —           | 200.000     | musiccanada.com                                           |
| Schweiz (IFPI)                                                                               | —          | 4× Gold4   | 7× Platin7   | —           | 435.000     | hitparade.ch                                              |
| Insgesamt                                                                                    | 4× Silber4 | 25× Gold25 | 20× Platin20 | 3× Diamant3 |             |                                                           |

## Die Schauspielerin Patricia Kaas

### GerminalundFalling in Love Again
1993 wurde Kaas eine Rolle in dem Claude-Berri-Film Germinal angeboten, zeitgleich nahm sie jedoch ihr drittes Album Je te dis vous auf. 1994 wurde Kaas die Hauptrolle in dem Film Falling in Love Again des amerikanischen Regisseurs Stanley Donen angeboten. Sie sollte die deutsch-amerikanische Sängerin und Schauspielerin Marlene Dietrich darstellen, deren Lied Lili Marleen sie schon in jungen Jahren oft gesungen hat. Das Projekt scheiterte jedoch an der Finanzierung.
Ernsthafte Berührungen mit dem Filmgeschäft hatte Kaas zunächst nur als Sängerin: sie interpretierte das Titellied zu dem 1995 erschienenen Film Les Misérables (dt. Die Elenden, nach dem gleichnamigen Roman von Victor Hugo) des französischen Regisseurs Claude Lelouch. Bertrand Tavernier verwendete das Lied Il me dit que je suis belle (dt. Er sagt mir, dass ich schön sei) aus dem Album Je te dis vous von 1993 in seinem Film L’appât (dt. Der Köder).

### And Now … Ladies & Gentlemen
Ihr Schauspieldebüt gab Kaas 2001. Sie spielte an der Seite von Jeremy Irons die Jazzsängerin Jane in dem Liebesfilm And Now … Ladies & Gentlemen von Claude Lelouch. Der Film wurde unter anderem auf dem Film-Festival in Cannes gezeigt. In Deutschland wurde er im Oktober 2002 während der 19. Französischen Filmtage in Tübingen uraufgeführt; in die deutschen Kinos kam er jedoch erst 2003.

## Filmografie
| Jahr | Film |
| ---- | --- |
| 2002 | And Now … Ladies & Gentlemen Regie: Claude Lelouch Schauspieler: Patricia Kaas, Jeremy Irons, Claudia Cardinale Premiere: 29. Mai 2002 (Frankreich) „And Now… Ladies and Gentlemen“ bei IMDb (teilweise engl.) |
| 2012 | Der Preis des Todes, Originaltitel: Assassinée Regie: Thierry Binisti Schauspieler: Patricia Kaas, Serge Hazanavicius, Raphaël Boshart Premiere: 15. Mai 2012 (Frankreich) „Der Preis des Todes“ bei IMDb      |

## Auszeichnungen
| Jahr      | Auszeichnung                  | Kategorie |
| bis 1989  | bis 1989                      | bis 1989 |
| --------- | ----------------------------- | --- |
| 1988      | Victoire de la Musique        | „Entdeckung des Jahres“ für D’Allemagne |
| 1988      | Oscar de la Chanson Française | für D’Allemagne |
| 1988      | Oscar de la Sacem             | „Die beste Interpretin des Jahres“ |
| 1989      | Victoire de la Musique        | „Künstlerin mit den meisten Plattenverkäufen im Ausland“                                                                                     |
| 1990–1999 |                               | |
| 1990      | Goldene Europa                | „Sängerin des Jahres“ |
| 1991      | Victoire de la Musique        | „Weibliche Interpretin des Jahres“, „Künstlerin mit den meisten Plattenverkäufen im Ausland“                                                 |
| 1991      | World Music Award             | „Bester französischer Künstler des Jahres“                                                                                                   |
| 1991      | Bambi                         | „Künstlerin des Jahres“ |
| 1992      | Victoire de la Musique        | „Künstlerin mit den meisten Plattenverkäufen im Ausland“                                                                                     |
| 1992      | Echo                          | 3. Platz „Beste internationale Sängerin“ |
| 1994      | L’Oscar de la musique         | |
| 1995      | Victoire de la Musique        | „Künstlerin mit den meisten Plattenverkäufen im Ausland“                                                                                     |
| 1995      | La femme en or                | „Künstlerin des Jahres“ |
| 1995      | World Music Award             | „Bester französischer Künstler des Jahres“                                                                                                   |
| ab 2000   |                               | |
| 2000      | Victoire de la Musique        | |
| 2000      | Adenauer-de-Gaulle-Preis      | |
| 2002      | Goldene Europa                | „Künstlerin des Jahres international“ |
| 2003      | Bundesverdienstkreuz          | Verdienstkreuz erster Klasse des Verdienstordens der Bundesrepublik Deutschland für ihre Verdienste um die deutsch-französische Freundschaft |
| 2004      | Radio Regenbogen Award        | |

## Filme
- Patricia Kaas – mein Leben / ma vie. Dokumentarfilm von Horst Mühlenbeck. 52/45 min., Porträt im Rahmen der ZDF/arte-Sendereihe „Mein Leben / Ma vie“, Produzent: Reinhardt Beetz. Deutschland 2008. gebrueder beetz filmproduktion